# Källarsvamp
Källarsvamp (Coniophora puteana) är en svampart som först beskrevs av Heinrich Christian Friedrich Schumacher, och fick sitt nu gällande namn av Petter Adolf Karsten 1868. Källarsvamp ingår i släktet Coniophora och familjen Coniophoraceae.  Arten är reproducerande i Sverige. Inga underarter finns listade i Catalogue of Life.

## Bildgalleri

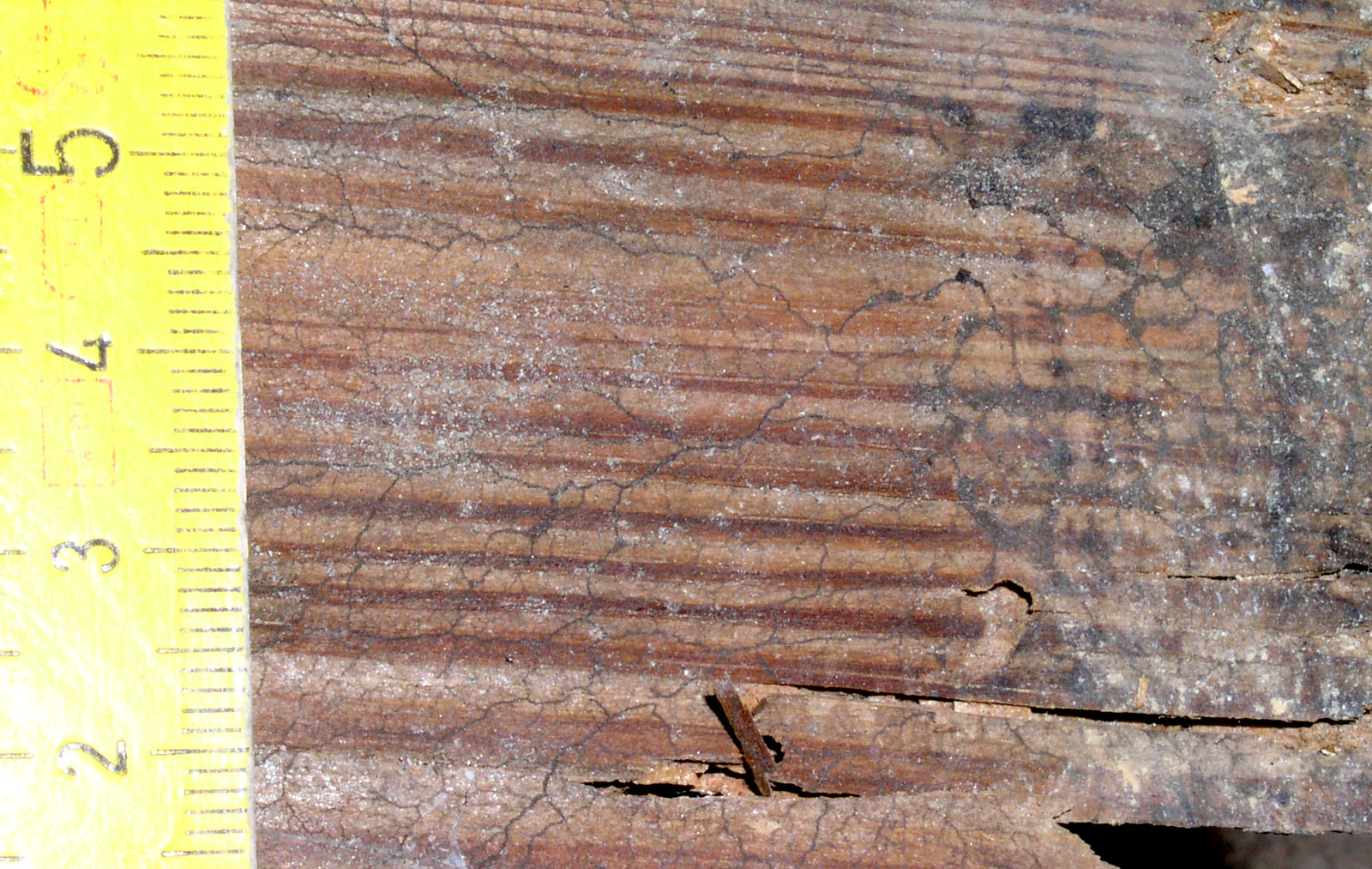
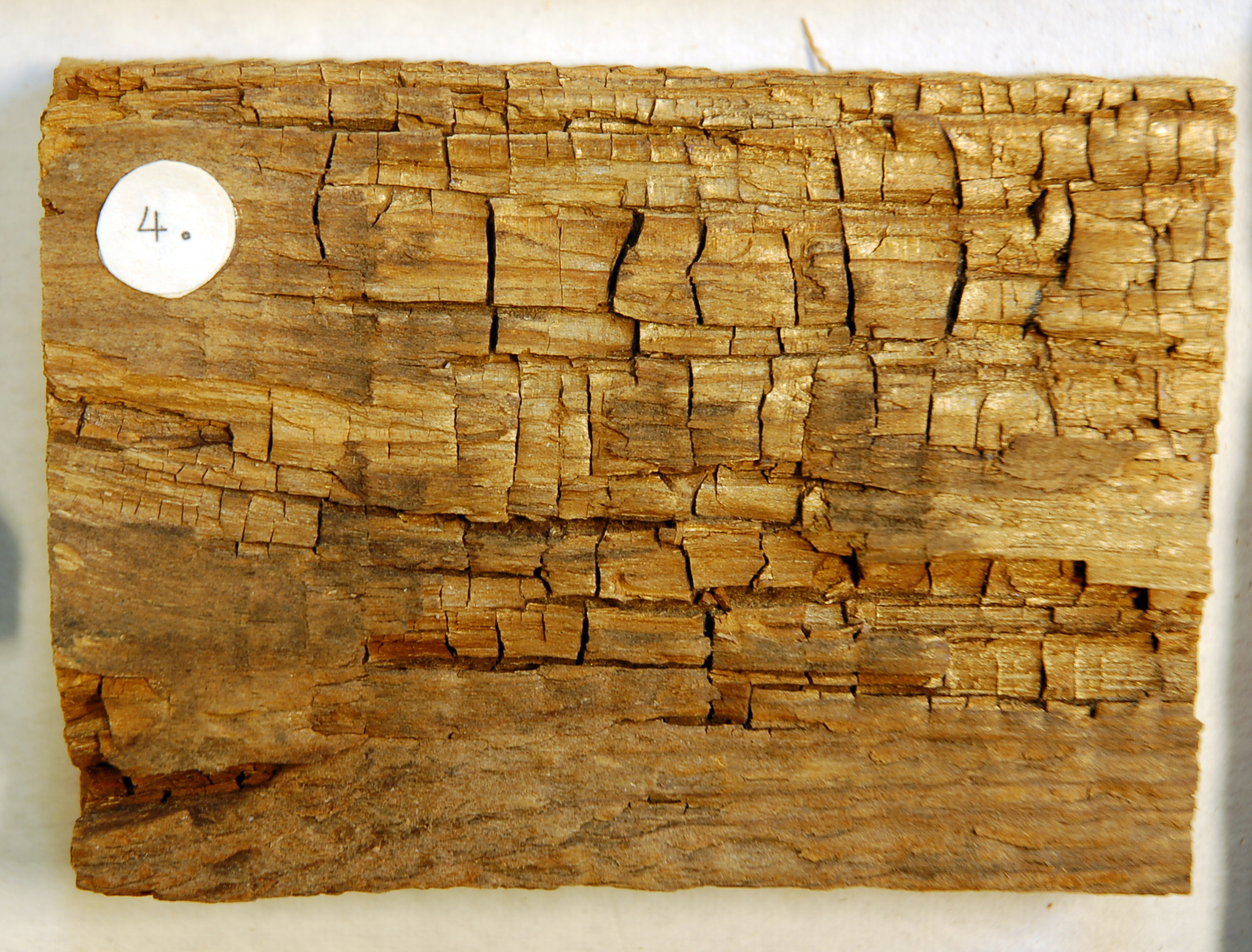
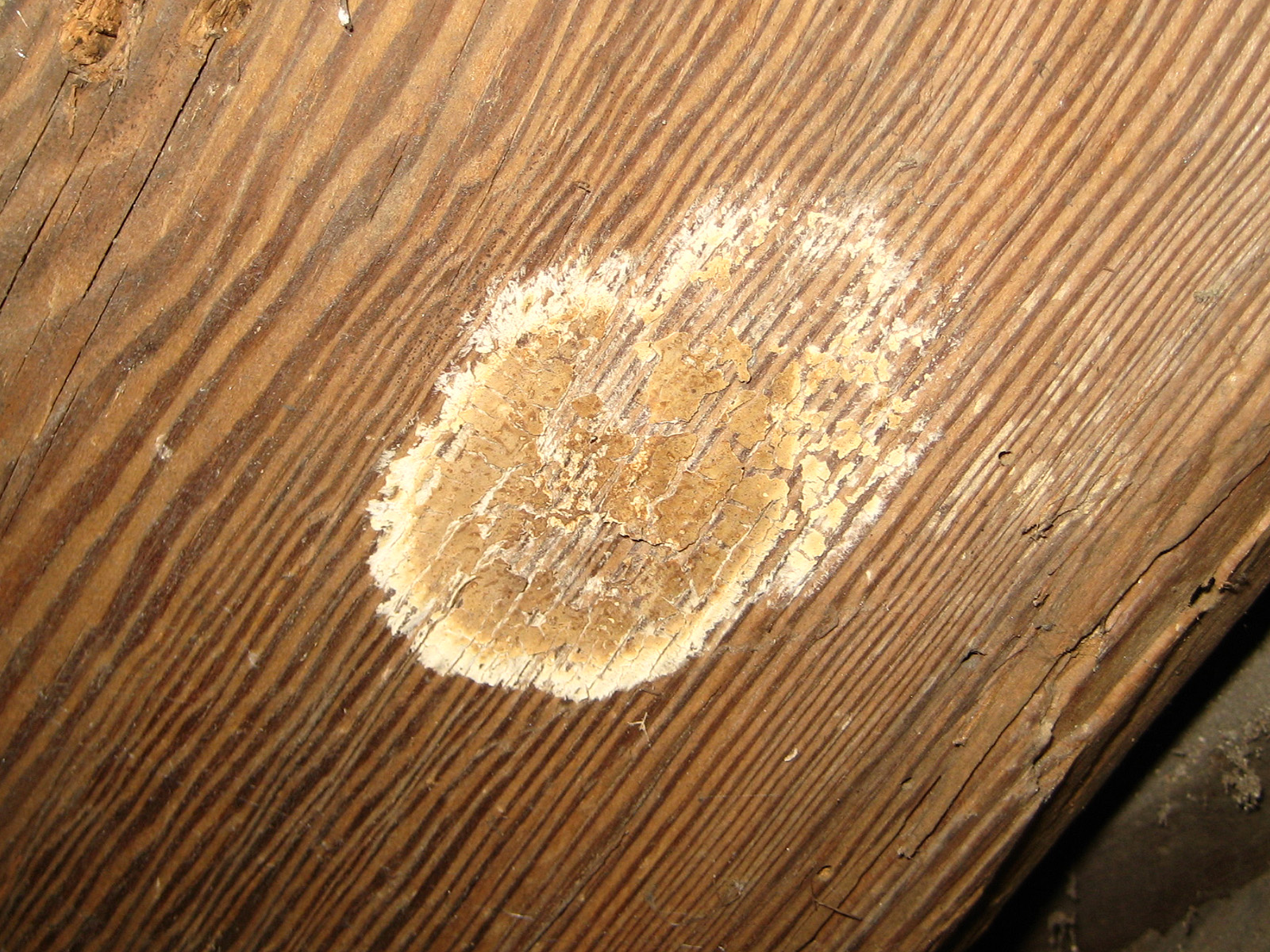
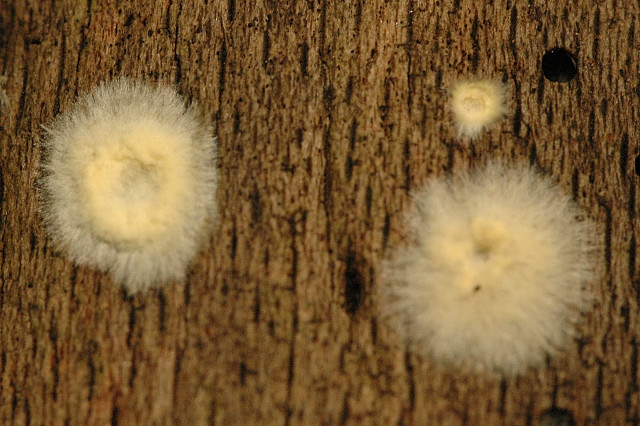